# Ptilodactyla boucardi
Ptilodactyla boucardi is een keversoort uit de familie Ptilodactylidae. De wetenschappelijke naam van de soort werd voor het eerst geldig gepubliceerd in 1923 door Pic.